# Estnische Bracke
Der Estnische Bracke (estnisch: eesti hagijas) ist eine von der Fédération Cynologique Internationale (FCI) anerkannte Hunderasse aus Estland. Die Rasse gehört zu Schweißhunden (FCI Gruppe 6, Sektion 1.2).

## Herkunft und Geschichtliches
Mit der Zucht der Rasse wurde ab 1947 begonnen, als das sowjetische Wirtschaftsministerium entschied, dass jede Unionsrepublik mindestens eine eigene Hunderasse haben sollte. Zur Etablierung der Rasse wurden verschiedene russische und polnische Laufhunde, Dachsbracken, Foxhounds, Beagles sowie verschiedene Schläge des Schweizer Laufhunds verwendet. 1954 wurde der Standard in Moskau angenommen.

## Beschreibung
Der Estnische Bracke ist mittelgroß, mit starkem Knochenbau und gut definierter Muskulatur. Die Haut liegt eng und faltenlos an Kopf und Körper an. Der Schädel ist rund und mäßig breit, mit nicht zu starkem Stop. Schnauze und Hirnschädel sind ungefähr gleich lang. Die Ohren sind dünn und lang, an den Backen anliegend, tief angesetzt, mit abgerundeten Spitzen. Die Augen sind dunkel und mandelförmig.
Der Rücken ist breit, gerade und muskulös. Die Länge der Vorderbeine beträgt ungefähr die Hälfte der Widerristhöhe. Die Rute ist säbelförmig und gegen die Spitze dünner werdend, ihr Ende sollte bis zu den Hacken reichen.
Das Fell ist kurz, hart und glänzend, mit nur schwach entwickelter Unterwolle. Die Farbe ist weiß mit schwarzen, lohfarben begrenzten Flecken, deren Größe nicht beschränkt ist. Gelbe Flecken sind ebenso erlaubt. Die Rutenspitze ist weiß.

## Wesen
Die Rasse wird als ausgeglichen, lebhaft und freundlich beschrieben.

## Verwendung
Der Estnische Bracke wird als Jagdhund für die Jagd auf Hasen, Füchse, Luchse und Vögel eingesetzt. Außer in Estland ist die Rasse auch im Europäischen Teil Russlands und in Finnland verbreitet.